# Louisa Adams
Louisa Catherine Johnson Adams (n. 12 februarie 1775, Londra – d. 15 mai 1852, Washington, D.C.) a fost soția președintelui american John Quincy Adams, fiind din 4 martie 1825 până în 3 martie 1829 Prima doamnă a Statelor Unite ale Americii.